# Botezul lui Isus

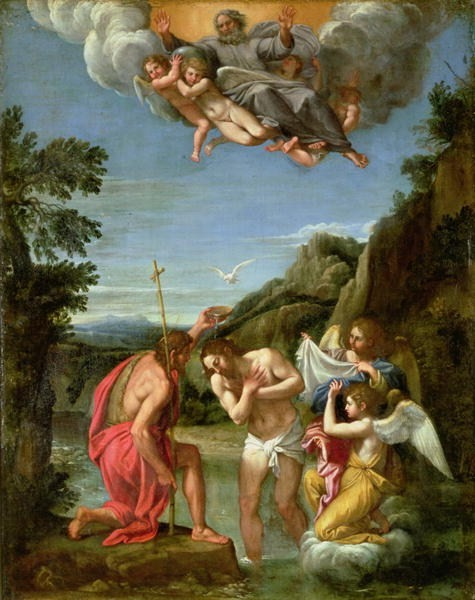
Botezul lui Iisus de Francesco Albani (sec. al XVII-lea)

Botezul lui Iisus Hristos a marcat, conform evangheliilor, începutul misiunii publice a lui Iisus din Nazaret, misiune care s-a terminat cu Cina cea de taină și cu răstignirea sa.
Venirea lui Iisus Hristos a fost profețită de către Ioan Botezătorul, în conformitate cu Luca),cel care l-a botezat pe Mântuitor în râul Iordan. În timpul botezului, Duhul lui Dumnezeu, a coborât, ca un porumbel alb, de o frumusete nemaiintalnita, asupra lui Iisus și s-a auzit vocea lui Dumnezeu. În conformitate cu sinopticii, Duhul Sfânt l-a dus pe Iisus în deșert, unde a postit patruzeci de zile și a trecut cu succes prin mai multe ispite la care a fost supus de către diavol. Nu apare nicio mențiune despre acest episod în Evanghelia după Ioan. Conform relatării evanghelistului Ioan, după botez Iisus nu ar fi mers în deșert, ci s-ar fi dus la o nuntă (Ioan 2,1: „A treia zi după botez, a fost o nuntă în Cana Galileii”). Conform sinopticilor, după șederea în deșert Iisus a mers în Galileea, s-a stabilit în Capernaum, și a început să predice venirea împărăției lui Dumnezeu.
Botezul este una dintre cele cinci pietre de hotar din viața lui Iisus așa cum apare în evanghelii, alături de Schimbarea la Față, Crucificarea, Învierea și Înălțarea.

## Localizare

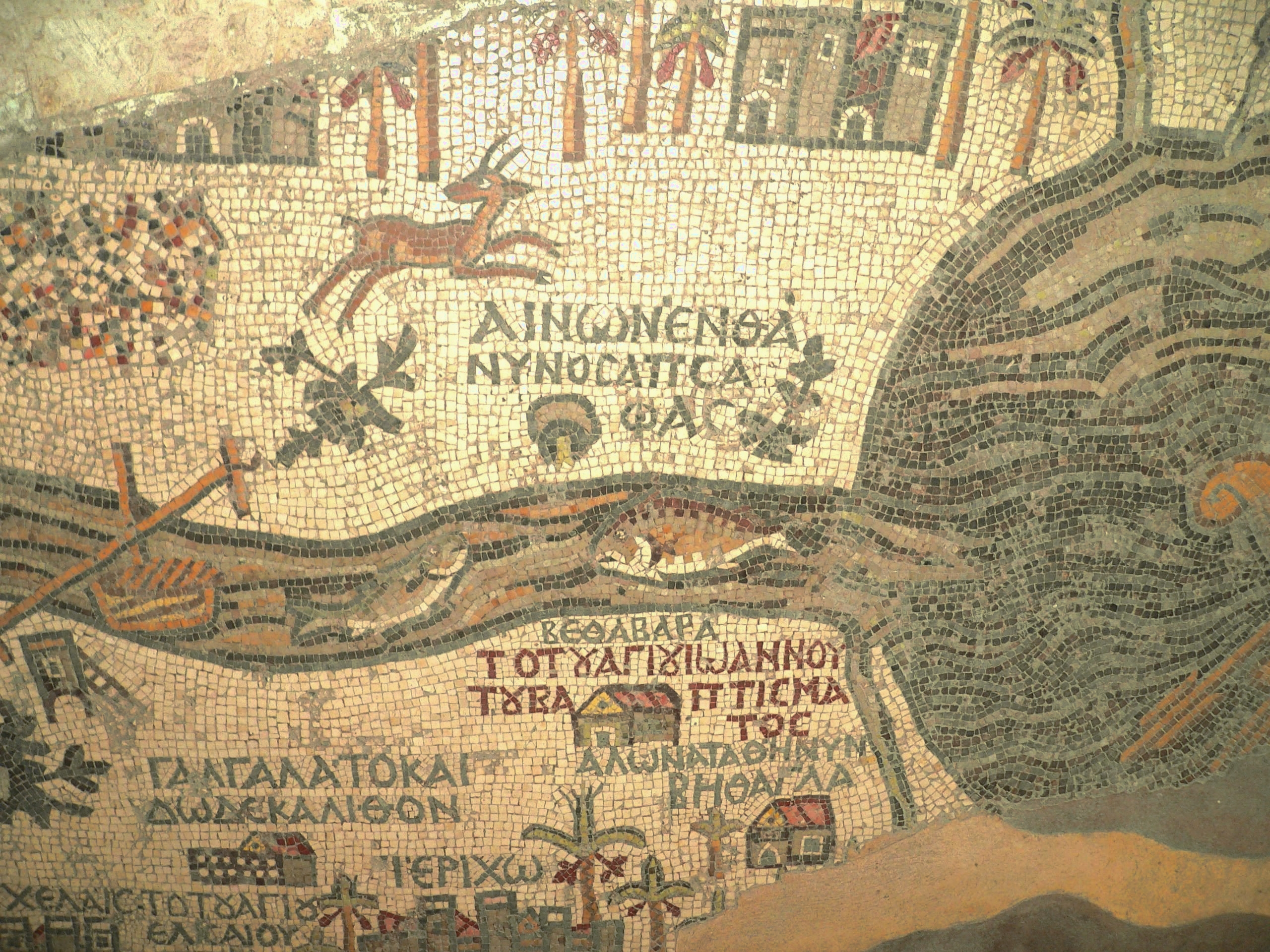
O parte din Harta Madaba antică care arată Bethabara la est de râul Iordan

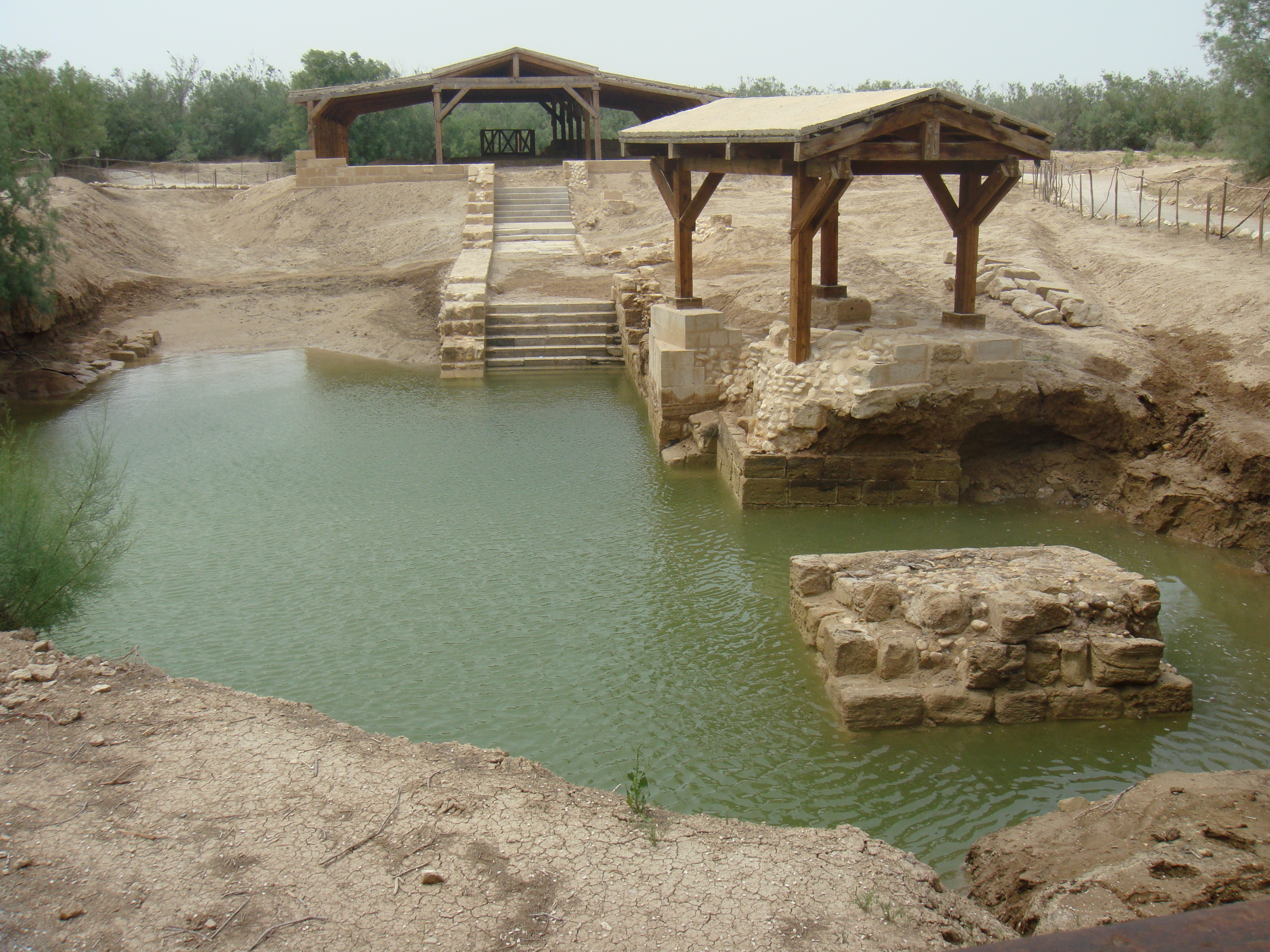
Ruinele localităţii Al-Maghtas de pe partea iordaniană a râului Iordan unde a fost locul botezului lui Isus și al slujirii lui Ioan Botezătorul.

Evanghelia după Ioan (1:28 NIV:) afirmă că Isus a fost botezat de Ioan în „Betania dincolo de Iordan”. considerat în general a fi orașul Betania, numit și  Bethabara în Perea, pe malul estic al râului Iordan, în apropiere de Ierihon. În secolul al III-lea Origene, care s-a mutat în zonă din Alexandria, a sugerat Bethabara ca locație. În secolul al IV-lea, Eusebius a declarat că locația se afla pe malul vestic al Iordanului, iar după el, Harta Madaba timpurie indică Bethabara ca (Βέθαβαρά).
Botezul biblic este legat de izvoare și un Wadi (al-Kharrar) aproape de malul estic al râului Iordan, nu de Iordan în sine. Locurile de pelerinaj, importante atât pentru creștini, cât și pentru evrei, și-au schimbat locul de-a lungul istoriei. Locul Al-Maghtas („botez” sau „scufundare” în arabă) de pe partea de est a râului în Iordania a fost considerat cel mai vechi lăcaș de cult. Acest sit a fost găsit în urma săpăturilor sponsorizate de UNESCO. Al-Maghtas a fost vizitat de Papa Ioan Paul al II-lea în martie 2000, care a spus: „În mintea mea îl văd pe Isus venind la apele râului Iordan nu departe de aici pentru a fi botezat de Ioan Botezătorul”. Cucerirea musulmană a pus capăt clădirilor bizantine de pe malul estic al râului Iordan, ritualurile creștine ulterioare având loc chiar peste râu, în Cisiordania, la Qasr el Yahud. Valea din jurul Mării Moarte, în care râul Iordan se varsă din nord, este, de asemenea, cel mai jos loc de pe planeta Pământ.